# الشيخ بريك
الشيخ بريك، هي قرية فلسطينيّة مهجرة، كانت في العهد العثمانيّ قرية صغيرة تابعة لناحية شفاعمرو، وهي من القرى التي بيعت لليهود أثناء الانتداب البريطانيّ، ينبع من قصص المكان صراع اهل البلاد الاصليين من سكان القرى مع السلطة الحاكمة الظالمة ولم يكن الظلم معنويًا فقط بل ماديًا بالأساس بفرض الضرائب وتجنيد الشباب للحروب بشكل إلزامي. تتميز قرية الشيخ بريك ببقايا معماريّة وقبور مقطوعة في الصخر ومعاصر وصهاريج.

## سبب التسمية
كان هنـاك شيـخ يعمل فلاح عند أحد الإقطاعيين وكان كلما حان وقت جباية الضرائب أمسـك الشيخ إبريق الفخار وتوضأ ليصلي، هذا الحال لم يعجب الإقطاعي فكسر الإبريق فسمي الشيخ إبريق. وهناك حكاية أخرى تقول بأن هذا الشيخ كان يحمل معه إبريق الفخار أينما ذهب. 

## حدود القرية
تقع القرية الى الجنوب الشرقي من مدينة حيفا وتبعد عنها حوالي 18كم، تقع على هضبة ترتفع حوالي 160م عن مستوى سطح البحر، يحد قرية الشيخ بريك من الغرب دالية الكرمل  ويحدها من الشرق قرية جيدا ويحدها من الشمال قرية طبعون ويحدها من الجنوب خربة المنصورة.

## تاريخ القرية
قيمت على أنقاض خربة من الفترة الرومانية، وكانت مأهولة في الفترة العثمانية، تابعة لناحية شفا عمرو.  وكان الكثير من أراضي القرية ملكاً ل آل سرسق، الذين باعوها لليهود في أوائل فترة الانتداب البريطاني. استوطن الأرمن هذه القرية الصغيرة في جوار مستعمرتي عتليت ونيفي بام، بتاريخ 01/01/1922 حيث سكنت عشرات العائلات الأرمنية على أراضي قرية الشيخ بريك بعد أن فرّوا من تركيا بعد المجزرة، وقاموا باحتكار قسم من أراضي القرية من أحد الملّاكين إلى أن أُحتُلَّت القرية وهُجِّر أهلها عام 1948، حيث قامت الدولة بمصادرة أراضي الشيخ بريك وتوزيعها على الكيبوتسات في المنطقة، أمّا السكّان الأرمن فبقوا في المنطقة وسكنوا فيها حتى مطلع الثمانينيات من القرن الماضي، ولم يتعدى عدد سكان القرية الأرمن عام 1961 ثلاثين نسمة، لم يملكوا الأرض بل عملوا فيها، وقسم منهم عمل في مصانع الملح ومصنع السمك يونا في عتليت.

## السكان
عام 1920 سكنت عشرات العائلات الأرمنيّة بجانب عتليت على أراضي قرية الشيخ بريك بعد أن فرّوا من تركيا وبقوا في المنطقة وسكنوا فيها حتى مطلع الثمانينيات من القرن الماضي. قدر عدد سكانها في عام 1922 حوالي 111 نسمة.

## معالم القرية
مقام الشيخ / ابريك / ابريق : يقع المقام في جذر القرية ويتألف من ثلاث حجرات مفتوحة على بعضها بمساحة بُنيت واجهاته بالحجارة والطين على شكل مداميك أفقيّة منتظمة. ويتضح من خلال وثيقة من المحكمة الشرعيّة بأن سكان القرية قد أوقفوا ارضاً مُشجّرة بمساحة 300 دونماً على هذا المقام.
المقبرة : يوجد في محيط المقام من الجهة الجنوبيّة مقبرة تقوم مؤسسة الأقصى على صيانتها ورعايتها إجمالية تبلغ 96م.

## الآثار
تحتوي قرية الشيخ بريك على بقايا معمارية وقبور مقطوعة في الصخر ومعاصر وصهاريج. ويحاول اليهود، إرجاع قرية الشيخ بريك إلى حضاراتهم بقولهم إنها تقوم فوق بلدة بيت شعاريم. وتحقيقاً لهذا الهدف قامت الجمعية اليهوديّة للإستكشافات الأثرية لفلسطين بالتنقيب عام 1937، وقد اكتشفت قبوراً جماعيّة في المنحدر الغربي من التل.  وفي سنة 1938 وجدت بعض الرسوم الجداريّة داخل المقابر، ووجد ايضًا قريب ال 130 نقشاً معظمها باللغة اليونانيّة. وسبعة منها باللغة التدمرية، والقليل باللغة العبريّة.

## القرية اليوم
القرية اليوم لم يبق من الخربة إلا بعض البيوت منها القائم ومنها المهدوم وبعض الآبار ومقبرة الأرمن من عائلة كاتريان ومقام الشيخ بريك. 